# Srđa Popović (aktivista)
Srđa Popović (Beograd, 1. februar 1973) srpski je politički aktivista  poznat kao jedan od osnivača i vođa studentske organizacije Otpor, zaslužne za organizaciju demonstracija koje su dovele do rušenja srpskog i jugoslovenskog predsednika Slobodana Miloševića. Posle prvih post-miloševićevskih izbora, kao član Demokratske stranke, blizak premijeru Zoranu Đinđiću, izabran je u Narodnu skupštinu Republike Srbije gdje je sedeo sve do 2003. Nakon Đinđićeve smrti je od Otpora stvorio kratkotrajnu političku stranku, koja na izborima nije uspela da prede cenzus i uđe u Skupštinu.
Godine 2004, osnovao je međunarodnu organizaciju Centre for Applied Nonviolent Action and Strategies (Centar za primenjene nenasilne akcije i strategije) koja iskustva rušenja Miloševića nastoji iskoristiti kako bi se promovisala demokratija u autoritarnim državama Evroazije. Zbog toga uživa veliki ugled na Zapadu kao jedna od ličnosti koja je pomogla Obojenim revolucijama i Arapskom proleću.
Zajedno sa Metjuom Milerom je 2015. napisao knjigu "Nacrt za revoluciju: Kako upotrebiti sutlijaš, Lego figurice i druge nenasilne tehnologije za galvanizaciju zajednica, zbacivanje diktatora, ili jednostavno promenu sveta".
Izabran je 2018. za zastupnika studenata (rektora) na škotskom univerzitetu Sent Endruz.